# Список книг про Євромайдан
Список книг про Євромайдан об'єднує всі книжкові видання опубліковані різними мовами присвячені подіям Євромайдану.

### Спогади
|     | Мова                              | Назва                                                              | Автор/Упорядник                                   | Кількість сторінок | Рік видання | Видавництво          | ISBN                   |
| --- | --------------------------------- | ------------------------------------------------------------------ | ------------------------------------------------- | ------------------ | ----------- | -------------------- | ---------------------- |
| 1.  | Італійська                        | Gli Angeli di Maidan                                               | Voerzio M.                                        |                    | 2014        | Mauro Voerzio        | ISBN 9786050321227     |
| 2.  | Українська                        | Літопис самовидців: дев'ять місяців українського спротиву          | авт. проекту О. Забужко ; упоряд. Терен Т.        | 312                | 2014        | Київ: Комора         | ISBN 978-966-97403-2-8 |
| 3.  | Українська                        | Майдан. (Р)Еволюція духу                                           | Мухарський А.                                     | 312                | 2014        | Київ: Наш Формат     | ISBN 978-966-97425-1-3 |
| 4.  | Українська, Російська             | Слово Майдана                                                      | Виноградов О. В.                                  | 528                | 2014        | Корбуш               | ISBN 978-966-2955-30-9 |
| 5.  | Українська                        | Теплі історії з майдану. Є люди                                    | Бердинських К.                                    | 180                | 2014        | Київ: Брайт Букс     | ISBN 978-966-2665-40-6 |
| 6.  | Українська                        | Небесна сотня                                                      | К. Богданович, Х. Бондарева, Ю. Бухтоярова та ін. | 206                | 2014        | Харків: Фоліо        | ISBN 978-966-03-6955-9 |
| 7.  | Німецька                          | Ukrainisches Tagebuch: Aufzeichnungen aus dem Herzen des Protests  | Kurkow A.                                         | 280                | 2014        | Haymon Verlag        | ISBN 978-3709971543    |
| 8.  | Українська                        | Майдан…Хто, якщо не я?                                             | Розуменко В.                                      | 592                | 2014        | Київ: ФОП Пальцев    |                        |
| 9.  | Українська                        | Євромайдан. Звичайні герої                                         | Гук Н.                                            | 140                | 2015        | Київ: Брайт Букс     | ISBN 978-966-2665-54-3 |
| 10. | Українська                        | Моя революція. Спогади                                             | Юркевич А.                                        | 40                 | 2015        | Тернопіль            |                        |
| 11. | Російська, українська, англійська | 111 дней Майдана: Записки киевлянки                                | Орлова Ю.                                         | 114                | 2014        | Київ: Дуліби         | ISBN 978-966-8910-86-9 |
| 12. | Російська                         | Fантомная боль #maidan                                             | Савицкая А., Миргородский А.                      | 704                | 2014        |                      | ISBN 978-966-2578-71-3 |
| 13. | Українська                        | Майдан від першої особи. 45 історій Революції гідності             | Ковтунович Т., Привалко Т. (УІНП)                 | 320                | 2015        | Київ: К. І. С.       | ISBN 978-617-684-125-8 |
| 14. | Українська                        | Приватний щоденник. Майдан. Війна.                                 | Матіос М.                                         |                    | 2015        |                      |                        |
| 15. | Українська                        | День і ніч навколо багаття                                         | Филипчук З.                                       | 204                | 2015        | Львів: Апріорі       |                        |
| 16. | Російська                         | «Наш Майдан: Киев – San Francisco». Интерактивный роман-осмысление | Кучер П., Біляк О.                                |                    | 2014        | Киев – San Francisco |                        |

## Монографії
|    | Мова       | Назва                                                                       | Автор/Упорядник                | Кількість сторінок | Рік видання | Видавництво                          | ISBN                   |
| -- | ---------- | --------------------------------------------------------------------------- | ------------------------------ | ------------------ | ----------- | ------------------------------------ | ---------------------- |
| 1. | Українська | Українська Революція гідності, агресія РФ і міжнародне право                | Упорядник Олександр Задорожній | 986                | 2014        | Київ: К. І. С.                       | ISBN 978-617-684-088-6 |
| 2. | Англійська | Ukraine Crisis: What It Means for the West                                  | Wilson A.                      | 248                | 2014        | Yale University Press                | ISBN 0300211597        |
| 3. | Французька | Russie/Ukraine: de la guerre à la paix ?                                    | Arjakovsky A.                  | Ох                 | 2014        | Les Plans-sur-Bex: Parole et Silence | ISBN 978-2889183302    |
| 4. | Українська | Майдан. Хроніки недореволюції                                               | Загребельний І.                | 96                 | 2014        | Дніпропетровськ: «Арт-Прес»          | ISBN 978-966-348-366-5 |
| 5. | Російська  | Майдан. Нерассказанная история                                              | Кошкіна С.                     |                    | 2015        | Київ: Брайт Букс                     | ISBN 978-966-2665-58-1 |
| 6. | Українська | Майдан. Нерозказана історія: Головне розслідування подій Революції Гідності | Кошкіна С.                     | 394                | 2015        | Київ: Брайт Стар Паблішинг           |                        |
| 7. | Польська   | Wilki żyją poza prawem. Jak Janukowycz przegrał Ukrainę                     | Parafianowicz Z., Potocki M.   | 408                | 2015        | Wołowiec: Wydawnictwo Czarne         | ISBN 978-83-8049-076-5 |
| 8. | Українська | Український Майдан, російська війна                                         | Михайло Винницький             | 560                | 2021        | Видавництво Старого Лева             | ISBN 978-617-679-886-6 |

## Фотоальбоми
|     | Мова                  | Назва                                                  | Автор/Упорядник                                                      | Кількість сторінок             | Рік видання | Видавництво                 | ISBN                   |
| --- | --------------------- | ------------------------------------------------------ | -------------------------------------------------------------------- | ------------------------------ | ----------- | --------------------------- | ---------------------- |
| 1.  | Англійська            | Barricade: The EuroMaidan Revolt                       | Weber D., Bondar A.                                                  | 60                             | 2015        | Schilt Publishing           | ISBN 978-9053308417    |
| 2.  | Англійська            | #Euromaidan — History in the Making                    | Gusev G.                                                             | 300                            | 2014        | Kyiv: Osnovy Publishing     | ISBN 978-966-500-355-7 |
| 3.  | Англійська            | Maidan — Portraits from the Black Square               | Taylor-Lind A.                                                       | 160                            | 2014        | GOST                        | ISBN 978-0-9574272-8-0 |
| 4.  | Англійська            | Euromaidan                                             | Krasnoshchok V., Lebedynskyy S.                                      |                                | 2014        | Riot Books                  |                        |
| 5.  | Українська            | Люди Майдану. Хроніка                                  | за ред. Л. Івшиної; упоряд.: Р. Канюка, М. Семенченко, А. Жуков.     | 290                            | 2014        | Київ: Українська прес-група | ISBN 978-966-8152-58-0 |
| 6.  | Українська            | Каміння Майдану                                        | Димид К., Димид М.                                                   | 280                            | 2014        | Львів: Свічадо              | ISBN 978-966-395-812-5 |
| 7.  | Українська/англійська | Майдан гідності                                        | Шевченко С. В.                                                       | 160                            | 2014        | Київ: Експрес-Поліграф      | ISBN 978-966-2530-67-4 |
| 8.  | Українська            | Небесна сотня. Історія нескорених: жива історія героїв | ред. Г. Слюзар, М. Николин, М. Коломієць та ін.                      | 111                            | 2015        | Нововолинськ: Формат        |                        |
| 9.  | Українська            | Майдан. Революція гідності, 2013-2014                  | Степан Кубів. Олександр Святоцький — автори ідеї і керівники проекту | 120 (три блоки по 40 сторінок) | 2015        | Київ: Видавничий дім ІнЮре  | ISBN 978-966-313-513-7 |
| 10. | Українська            | Мистецтво Майдану                                      | Наталія Мусієнко, ред.: В. Алексанич, О. Прокопчук, худож. М. Лунів  | 96                             | 2015        | К.:Р.К. Майстер-принт       | ISBN 978-617-7110-36-0 |

## Різне
|    | Мова       | Назва                                                         | Автор/Упорядник                | Кількість сторінок | Рік видання | Видавництво                      | ISBN                   |
| -- | ---------- | ------------------------------------------------------------- | ------------------------------ | ------------------ | ----------- | -------------------------------- | ---------------------- |
| 1. | Польська   | Szcze ne wmerła i nie umrze. Rozmowa z Jurijem Andruchowyczem | Smoleński P.                   | 176                | 2014        | Wołowiec: Wydawnictwo Czarne     | ISBN 978-83-7536-823-9 |
| 2. | Українська | Майдан і Церква. Хроніка подій та експертна оцінка            | Філіпович Л. О., Горкуша О. В. | 656                | 2014        | Самміт-Книга                     | ISBN 978-617-7182-11-4 |
| 3. | Українська | Книга-реквієм «Небесна сотня»                                 |                                |                    | 2014        |                                  |                        |
| 4. | Українська | Казка про Майдан                                              | Лукащук Х.                     | 36                 | 2014        | Львів: Видавництво Старого Лева  | ISBN 978-617-679-095-2 |
| 5. | Українська | Гамбіт надії                                                  | Слабошпицький М.               | 312                | 2014        | Київ: Ярославів Вал              | ISBN 978-617-605-208-5 |
| 6. | Українська | 94 дні. Євромайдан очима ТСН                                  | Чех А.                         | 176                | 2014        |                                  | ISBN 978-966-500-356-4 |
| 7. | Англійська | Maidan survey. Winter 2014                                    |                                | 48                 | 2014        |                                  | ISBN 978-2-940409-66-2 |
| 8. | Українська | Мій Євромайдан                                                | Шеляженко Ю.                   | 24                 | 2013        | Київ: Видавництво Юрія Шеляженко | ISBN 978-617-7088-01-0 |
| 9. | Українська | Повстанська абетка                                            | Вітвіцький                     | 40                 | 2014        | Київ: Huss                       |                        |

## Художня література
Проза
17. Українська  Намальовані Люди  Міла Іванцова 488стор. 2021 БІЛКА ISBN 978-617-7792-06-1
|     | Мова                          | Назва                                                      | Автор/Упорядник             | Кількість сторінок | Рік видання | Видавництво                     | ISBN                   |
| --- | ----------------------------- | ---------------------------------------------------------- | --------------------------- | ------------------ | ----------- | ------------------------------- | ---------------------- |
| 1.  | Українська                    | Вертеп. #РоманПроМайдан                                    | Захарченко Олена            | 288                | 2016        | НОРА-ДРУК                       | ISBN 978-966-8659-85-0 |
| 2.  | Українська                    | Ще одна історія про…                                       | Рижко О.                    | 192                | 2016        | Київ: Фенікс                    | ISBN 978-966-136-373-0 |
| 3.  | Українська                    | Синдром листопаду, або Homo Compatiens                     | Амеліна В.                  | 208                | 2014        | Брустурів: Discursus            | ISBN 978-617-7236-09-1 |
| 4.  | Українська                    | Я з Небесної Сотні                                         | Рудневич М.                 | 182                | 2014        | Київ: А-ба-ба-га-ла-ма-га       | ISBN 978-617-585-078-7 |
| 5.  | Українська                    | Євромайдан. Хроніка відчуттів                              | Карп'юк В. І.               | 151                | 2014        | Брустурів: Дискурсус            | ISBN 978-966-97378-3-0 |
| 6.  | Українська                    | Євромайдан. Хроніка в новелах                              | Карп'юк В.                  | 216                | 2014        | Брустурів: Дискурсус            | ISBN 978-617-7236-06-0 |
| 7.  | Українська                    | Армагеддон на Майдані                                      | Базів В.                    | 160                | 2014        | Київ: Український пріоритет     | ISBN 978-966-266-957-2 |
| 8.  | Українська                    | Майдани і магнати                                          | Бондаренко С.               | 128                | 2014        | Київ: Український пріоритет     | ISBN 978-966-2669-54-1 |
| 9.  | Українська                    | Байки-майданки                                             | Пригорницький В.            | 160                | 2014        | Київ: Український пріоритет     | ISBN 978-966-2669-59-6 |
| 10. | Українська                    | Незламні                                                   | Медвідь В.                  | 96                 | 2014        | Луцьк: Твердиня                 | ISBN 978-617-517-183-7 |
| 11. | Російська                     | Майдан нежности. Рассказы по-киевски                       | Хопта М.                    | 96                 | 2015        |                                 |                        |
| 12. | Українська                    | Під крилами великої Матері. Ментальний Майдан              | Процюк С. В.                | 240                | 2015        | Брустурів: Дискурсус            | ISBN 978-617-7236-27-5 |
| 13. | Українська                    | Вогняна зима                                               | Кокотюха А. А.              | 352                | 2015        | Харків: Клуб Сімейного Дозвілля | ISBN 978-966-14-9094-8 |
| 14. | Українська                    | 2014                                                       | Івченко В. В.               |                    | 2015        | Київ: Темпора                   |                        |
| 15. | Українська, російська, суржик | Майданный семестр. Революционные хроники киевского препода | Галушко К. Ю.               | 320                | 2015        | Чернівці: Книги — XXI           |                        |
| 16. | Українська                    | Антологія «Україна-Європа»                                 | упоряд. О. В. Красовицького | 573                | 2015        | Харків: Бібколектор             |                        |

Прозові збірки
|    | Мова                  | Назва | Автор/Упорядник             | Кількість сторінок | Рік видання | Видавництво                | ISBN                   |
| -- | --------------------- | --- | --------------------------- | ------------------ | ----------- | -------------------------- | ---------------------- |
| 1. | Польська              | Zwrotnik Ukraina | Andruchowytsch J.           | 248                | 2014        | Wydawnictwo Czarne         | ISBN 978-83-7536-840-6 |
| 2. | Англійська            | Ukraine after the Euromaidan: Challenges and Hopes                                                                                   | Stepanenko V., Pylynskyi Y. | 271                | 2014        | Peter Lang                 | ISBN 978-3-0343-1626-2 |
| 3. | Німецька              | Euromaidan: Was in der Ukraine auf dem Spiel steht                                                                                   | Andruchowytsch J.           | 207                | 2014        | Suhrkamp                   | ISBN 978-3518060728    |
| 4. | Німецька              | MAJDAN!: Ukraine, Europa | Dathe C.                    | 160                | 2014        | Berlin: Edition.fotoTAPETA | ISBN 978-3940524287    |
| 5. | Німецька              | Ukraine: Chronik einer Revolution | Schuller K.                 | 208                | 2014        | Berlin: Edition.fotoTAPETA | ISBN 978-3940524294    |
| 6. | Німецька              | Kiew — Revolution 3.0: Der Euromaidan 2013/14 Und Die Zukunftsperspektiven Der Ukraine (Soviet and Post-Soviet Politics and Society) | Geissbühler S.              | 170                | 2014        | ibidem-Verlag              | ISBN 978-3838205816    |
| 7. | Українська, Російська | Слово Майдану | Виноградов О.               |                    | 2014        | Корбуш                     | ISBN 978-966-2955-30-9 |
| 8. | Українська            | Українська історія, російська політика, європейське майбутнє                                                                         | Снайдер Т.                  | 232                | 2014        | Київ: Дух і літера         | ISBN 978-966-378-358-1 |
| 9. | Російська             | Дневник Евромайдана. Революция глазами журналистов «Репортера». Книга 1. Ноябрь-декабрь 2013 года (2014)                             | Стрельников О.              |                    | 2014        | Київ: Самміт-книга         | ISBN 978-617-7182-08-4 |

Поезія
|     | Мова                  | Назва                                                     | Автор/Упорядник       | Кількість сторінок | Рік видання | Видавництво                   | ISBN                                                 |
| --- | --------------------- | --------------------------------------------------------- | --------------------- | ------------------ | ----------- | ----------------------------- | ---------------------------------------------------- |
| 1.  | Українська            | Материнська молитва. Українки — героям Майдану            | Череп-Пероганич Т. П. | 71                 | 2014        | Київ: Наш Формат              | ISBN 978-966-97344-8-8                               |
| 2.  | Українська            | Небесна сотня. Антологія майданівських віршів             | Воронюк Л.            | 399                | 2014        | Чернівці: Букрек              | ISBN 978-966-399-568-7                               |
| 3.  | Російська             | Кто я?                                                    | Бильченко Е.          |                    | 2014        | Москва: Группа МИД            | ISBN 978-5-905283-28-4                               |
| 4.  | Українська, російська | Євромайдан. Лірична хроніка                               |                       | 44                 | 2014        | Брустурів: Дискурсус          | ISBN 978-966-97378-4-7                               |
| 5.  | Українська            | Борітеся — поборете! Поетика революції                    | Уліщенко О.           | 96                 | 2014        | Віват                         | ISBN 978-617-7186-56-3                               |
| 6.  | Українська            | Говорить Майдан. Збірка революційної поезії               |                       | 224                | 2014        | Київ: Чорнильна хвиля         | ISBN 978-966-2731-14-9                               |
| 7.  | Українська            | Напівпровідник. Преторіанці: до і після революції         | Данилюк О.            | 115                | 2014        | Київ: Самміт-книга            | ISBN 978-617-7182-15-2                               |
| 8.  | Українська            | До барикад! Антологія кіровоградської революційної поезії |                       | 80                 | 2014        | Кіровоград: Мавік             | ISBN 978-966-7718-77-0                               |
| 9.  | Українська            | Вірші з Майдану                                           | Павличко Д. В.        | 176                | 2014        | Київ: Основи                  | ISBN 978-966-2133-96-7                               |
| 10. | Українська            | Пісні пісні. Збірка низької поезії та примітивної лірики  | Бондар А. В.          | 104                | 2014        | Чернівці: Meridian Czernowitz | ISBN 978-617-614-079-5                               |
| 11. | Українська            | Пісні війни. Вірші останніх років                         | Ірванець О. В.        | 40                 | 2014        | Київ: Дух і літера            | ISBN 978-966-378-362-8                               |
| 12. | Українська            | Сила слів                                                 | Бойчук І.             | 112                | 2014        | Хмельницький: Стасюк Л. С.    | ISBN 978-617-7184-24-8                               |
| 13. | Українська            | Час революції                                             | Руф Ю.                | 112                | 2014        | Львів: Панорама               |                                                      |
| 14. | Українська            | Знакове світло Майдану                                    | Дичка Н.              | 48                 | 2014        | Київ: Смолоскип               | ISBN 978-966-2164-93-0                               |
| 15. | Російська, українська | Не умолкай, Майдан, не умолкай                            | Залевский В.          | 104                | 2014        | Чернівці: Букрек              | ISBN 978-966-399-582-3                               |
| 16. | Українська            | Небесна сотня воїнів Майдану                              | Домашенко Т.          |                    | 2014        | Київ: Духовна вісь            | ISBN 978-966-8477-17-1                               |
| 17. | Українська            | Солоний Хрещатик                                          | Листопад А.           |                    | 2014        | Світ успіху                   |                                                      |
| 18. | Українська            | Рабів до раю не пускають                                  | Весна С.              | 224                | 2014        | Київ: Самміт-книга            | ISBN 978-617-7182-13-8                               |
| 19. | Польська              | Wschód — Zachód; Wiersze z Ukrainy i dla Ukrainy          | Kamińska A.           | 120                | 2014        | Bydgoszcz: Pobocza Peryferii  | ISBN 978-83-64942-00-6                               |
| 20. | Українська            | Не хочу стояти осторонь: Стежками революції               | О. Стасюк             | 35                 | 2014        | Вінниця: Рогальська І. О.     |                                                      |
| 21. | Українська            | Революція гідності                                        | Завойська Л.          | 96                 | 2015        | Київ: Логос                   |                                                      |
| 22. | Українська            | Поетична енциклопедія. Герої Майдану : в 2 т. Т. I        | упоряд. О. Федишин    | 232                | 2016        | Івано-Франківськ              | ISBN 978-966-8969-96-6 ISBN 978-966-8969-99-7 (Т. I) |
| 23. | Українська            | «Бог. Майдан. Війна»                                      | Кучер Павло           | 88                 | 2018        | Львів: Дизайн-студія «Папуга» | ISBN 978-617-7142-37-8                               |